# Kenna (Abemama)
Kenna ist ein Motu im Süden des Abemama-Atolls in den Gilbertinseln des Inselstaats Kiribati im Pazifischen Ozean.

## Geographie
Kenna ist Motu am Südrand des Atolls von Abemama. Das Motu bildet eine Kurve in der Riffkrone, die sich dort nach Westen wendet. Das Motu schließt sich westlich an Kabangaki an. Die Motu sind durch Kenna Bridge miteinander verbunden. In einigen Kilometern Entfernung folgt das Motu Biike im Westen.

## Klima
Das Klima ist tropisch heiß, wird jedoch von ständig wehenden Winden gemäßigt. Ebenso wie die anderen Orte des Abemama-Atolls wird Kenna gelegentlich von Zyklonen heimgesucht.